# ハンナ・ボッターマン
ハンナ・ボッターマン（Hannah Botterman、1999年6月8日 - ）は、イングランドの女子ラグビーユニオン選手。

## プロフィール
- イングランド・ヒッチン出身[1]。
- ポジションはプロップ(PR)。
- 身長 158cm、体重 103kg
- 叔父のグレッグは元ラグビー選手[2]。
- 女子イングランド代表キャップは32（2022年11月現在）。

## 略歴
2022年、ラグビーワールドカップ2021の女子イングランド代表に選ばれて、レッド・ローズ2大会連続準優勝に貢献。